# Вероніка Чибо-Маласпіна
Вероніка Чибо-Маласпіна (італ. Veronica Cybo-Malaspina; 10 грудня 1611, Масса, герцогство Масса — 10 вересня 1691, Рим, Папська держава) — аристократка з дому Чибо-Маласпіна, уроджена принцеса Масси і Каррари, дочка Карло I Чибо-Маласпіна, князя Масси та маркграфа Каррари. Дружина Якопо Сальвіати; у шлюбі — герцогиня Джуліано. В історію Флоренції XVII століття увійшла як замовниця жорстокого вбивства коханки свого чоловіка.

## Біографія

### Походження та шлюб
Принцеса Вероніка народилася у Массі 10 грудня 1611 року, в родині Карло I Чибо-Маласпіна, князя Масси і маркграфа Каррари і Бріджіди Спінола — аристократки, яка походила з генуезького патриціанського роду, які ставали дожами Генуї та займали високі пости в Римо-католицькій церкві.
За свідченням сучасників, принцеса мала гордовитий характер і посередню зовнішність. Однак багатство будинку Чибо-Маласпіна та стратегічне становище, яке займали князівство Масси і маркграфство Каррари, що межували з Великим герцогством Тоскани, стали причинами, через які на неї звернула свою увагу велика герцогиня Марія Магдалина, вдова великого герцога Козімо II. У віці п'ятнадцяти років принцеса Вероніка була просватана нею за Якопо Сальвіати (1607—1672), флорентійського дворянина, який володів маєтками з титулом маркіза у Папській державі.
Шлюбний контракт між двома сім'ями укладено 10 квітня 1627 року. Церемонія одруження пройшла у Массі під час карнавалу 1628 року та запам'яталася сучасникам багатими подарунками, які наречений подарував нареченій. Ще одним подарунком молодятам від Папи Римського Урбана VIII стало присвоєння Якопо Сальвіаті титулу герцога Джуліано. У шлюбі у подружжя народилося троє дітей. Відоме ім'я одного з них — Франческо Марії (29.12.1629 — 1698), 2-го герцога Джуліано.

### Вбивство коханки чоловіка

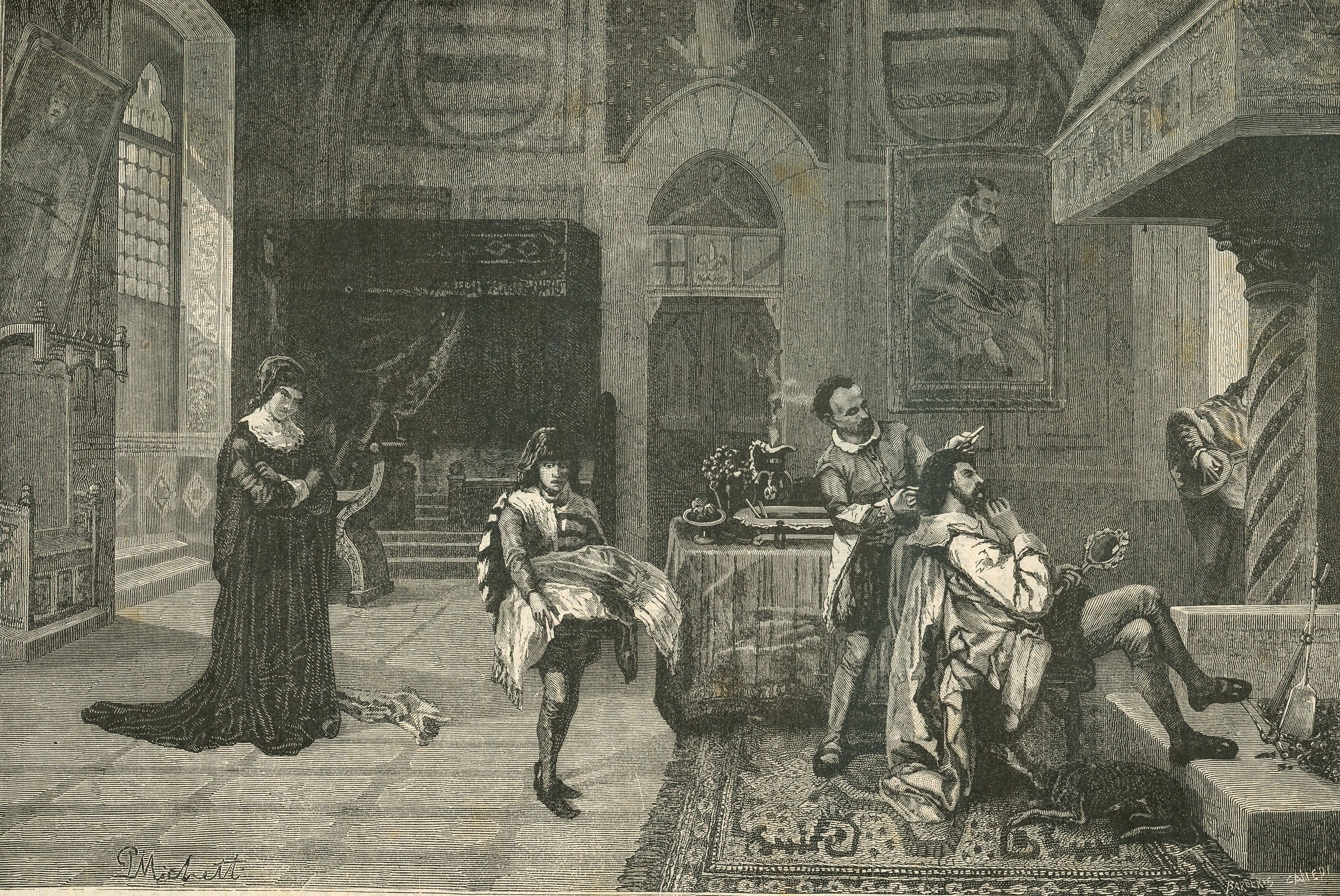
«Вероніка Чибо приносить чоловікові голову його коханки» (1884). Ксилографія роботи

Після весілля подружжя переїхало до Флоренції, де оселилося у палаці Сальвіаті. Проте їхнє сімейне життя не задалося з самого початку. Вероніка була сильною ревнивицею, а Якопо постійно давав дружині приводи для ревнощів, вступаючи у нетривалі стосунки з іншими жінками. Зрештою, він зійшовся з красунею Катериною Каначчі, яка, залишивши дітей та старого чоловіка, жила сама. Якопо полюбив Катерину, і незабаром їхні стосунки стали відомі громадськості. За переказами, дізнавшись про зраду чоловіка, Вероніка зустріла Катерину в церкві та пригрозила їй «жорстокою помстою», якщо та не відмовиться від порочного зв'язку з її чоловіком. Однак коханка не тільки відповіла відмовою, але не посоромилася їй погрожувати. Ображена герцогиня зв'язалася з Бартоломео та Франческо Каначчі, названими дітьми Катерини від попереднього шлюбу її чоловіка Джустіно Каначчі. Вероніка пробудила в них бажання помститися за честь батька та сім'ї, зганьблену перелюбом мачухи.
Увечері 31 грудня 1633 року група вбивць, яка спеціально прибула з Масси, пробралася до будинку на вулиці Пілястри, в якому жила Катерина. Остання вже кілька місяців була вагітна від герцога. Її жорстоко вбили разом зі служницею. Роздерті тіла жінок кинули частиною у криницю, частиною у річку Арно, а голову Катерини, відокремлену від тіла, передали Вероніці як доказ скоєного. Герцогиня наказала доставити її чоловікові у кошику, накритому лляною тканиною.
Розслідування, що почалося, незабаром призвело до арешту всіх дорослих членів родини Каначчі. Їх відправили до в'язниці та перебували під вартою тривалий час, поки під тортурами Бартоломео Каначчі не зізнався у вбивстві, взявши всю провину на себе. Він був публічно обезголовлений, але не за воротами Хреста, де відбувалися страти у Флоренції, а, на прохання однієї з дочок великого герцога, біля воріт в'язниці Барджелло, уникнувши проходу на ешафот. Його молодший брат, Франческо Каначчі, хоч і не зізнався під тортурами у злочині, був засуджений до ув'язнення за межами Флоренції. Однак йому дозволили залишитися у місті під домашнім арештом, щоб вилікуватися від наслідків тортур, а наступного року помилували. Інші члени родини Каначчі були звільнені через відсутність доказів, але всі вони були змушені сплатити дорогі судові витрати.

### Пізні роки
Ім'я герцогині жодного разу не згадувалося під час суду, проте чоловік відмовився прийняти її назад до будинку. Вероніці довелося переїхати на віллу Сан-Чербоне, яка належала роду Сальвіаті, неподалік Фільїне. Потім вона залишила межі Флоренції й оселилася у палаці Сальвіаті у Римі, де їй було надано підкреслено шанобливий прийом посланцем Великого герцогства Тоскани у Папській державі. За одними даними, подружжя незабаром помирилося і знову жило разом, про що свідчить лист кардинала Альдерано Чибо, брата Вероніки, від 28 березня 1641 року. За іншими, Вероніка вела активне листування з родичами та повернулася до Масси. Вона присвятила своє життя справам милосердя. Відомо, що у 1659 році лікар Джузеппе Гіслієрі подарував їй релікварій з золота та кришталю з частинками святих мощей мучеників.
Герцогиня померла у Римі 10 вересня 1691 року у фамільному палаці через кілька годин після складання заповіту. Її останки поховано в сімейній усипальниці у базиліці Санта-Марія-сопра-Мінерва.

## У культурі
Вбивство Веронікою Чибо коханки чоловіка стало основою створення численних творів італійської літератури ХІХ століття, у яких автори симпатизували жертві, а не вбивці. Найзнанішим серед них став історичний роман «Вероніка Чибо, герцогиня Сан-Джуліано» Франческо Доменіко Гверрацці, виданий у 1837 році того ж століття перекладений французькою та німецькою мовами. Історичній події присвячені драматичні твори «Покаяння Вероніки Чибо» (1864) Вінченцо Беллагамбі та «Вероніка Чибо» Іфідженії Дзаулі-Сайрані, опери «Вероніка Чибо, герцогиня Сан-Джуліано» (1866) Перуцціні та «Вероніка Чибо» (1858) Акілле Граффінья на лібрето Джованні Перуцціні та Марко Марчельяно Марчелло. У 1910 році Маріо Казеріні зняв фільм «Вероніка Чибо» за однойменною трагедією Рікардо Олів'єрі.
За переказами, привид Вероніки Чибо блукає віллою Сан-Чербоне, на території якої зараз перебуває госпіталь Серрістори. У внутрішньому дворику вілли на згадку про герцогиню встановлено мармурову дошку.

### Книги
- Atti della Reale Accademia delle scienze di Torino: Classe di scienze fisiche, matematiche e naturali :  [італ.]. — Torino : Libereria Fratelli Bocca, 1922. — Vol. LVII.
- Bernardini Al.[it], Martinelli V.[it]. Il cinema muto italiano :  [італ.]. — Torino : Nuova ERI, 1996. — 483 p. — ISBN 8-8397-0914-2.
- Masetti Zannini G. L. Due Alberi Genealogici // Marfisa da Este Cybo: La vera storia della Principessa Estense. :  [італ.]. — Ferrara : Tiemme Edizioni Digitali, 2020. — 254 p. — ISBN 978-8-83-538781-7.
- Storie dei municipj italiani, illustrate con documenti inediti, notizie bibliografiche e di belle arti :  [італ.] / Carlo Morbio. — Milano : Omobono Manini, 1838. — Vol. IV. — 128 p.
- Viani G. Memorie della famiglia Cybo e delle monete di Massa di Lunigiana :  [італ.]. — Pisa : Le Stampe Di Ranieri Prosperi, 1808. — 242 p.
- Vismara An. Bibliografia di F. D. Guerrazzi :  [італ.]. — Milano : Tip. Bernardoni di C. Rebeschini, 1880. — 36 p.

### Статті
- Corazzini G. Od. La strage della Caterina Canacci :  [італ.] / Iodoco Del Badia. — Miscellanea fiorentina di erudizione e storia. — Firenze, 1902. — Vol. II, № 24 (31 dicembre). — P. 177—186.
- Sforza G. Rassegna bibliografica :  [італ.]. — Archivio Storico Italiano. — Firenze : Olschki, 1903. — Vol. XXXII, № 232. — P. 469—478. — (V).